# Eishockey-Landesliga Bayern 1993/94
Die Eishockey-Landesliga Bayern 1993/94 wurde unter dem Dach des Bayerischen Eissportverbandes (BEV) organisiert und war nach der Bayernliga eine der sechsthöchsten Spielklassen im deutschen Eishockey.

## Saisonverlauf
Die Eishockey-Landesliga 1993/94 war die 46. Ausspielung dieser Liga. Meister und einziger Aufsteiger wurde der EV Fürstenfeldbruck. Die nachfolgenden Platzierungen belegten die EA Kempten 1b, ESC Holzkirchen und der ESV Würzburg. Elf Teams mussten die Liga verlassen und den Gang in die Bezirksliga antreten, einige davon haben sich auch vorerst vom Ligabetrieb zurückgezogen. Auch die EA Kempten 1b, der Gruppensieger West und bayerischer Landeligavizemeister musste sein Team zurückziehen, da sich das Profiteam des EA Kempten aus der Oberliga zurückzog und so in der Saison 1994/95 den Platz des Kemptener 1b-Teams in der BLL einnahm.
Die Landesliga war nach der Bayernliga 1993/94 eine der sechsthöchsten Spielklassen im deutschen Eishockey, die im Folgejahr, durch Neustrukturierung der ersten drei Ligen, wieder fünftklassig wurde.

### Modus
In der Saison 1993/94 wurde die Landesliga in vier Vorrundengruppen als Einfachrunde ausgespielt. Nach der Vorrunde qualifizierten sich die Gruppensieger  für die Meister-Playoffs, in der nur der Bayerische Landesligameister Aufstiegsrecht bekam. Von der Gruppe Nord haben drei Teams, in Ost zwei Mannschaften, Gruppe Süd drei Teams und in Gruppe West vier Mannschaften die Liga verlassen.

## Teilnehmer
Nicht mehr dabei waren die Auf- und Absteiger der Vorsaison. Neu hinzukamen die Absteiger aus der Bayernliga und die Aufsteiger aus der Bezirksliga.

### Hauptrunde
| Gruppe A (Nord) | Gruppe A (Nord)     | Gruppe A (Nord) | Gruppe A (Nord) | Gruppe A (Nord) | Gruppe A (Nord) |
| Pl.             | Verein              | Sp              | Tore            | Diff.           | Pkte.           |
| --------------- | ------------------- | --------------- | --------------- | --------------- | --------------- |
| 1.              | ESV Würzburg        | 8               | 66:41           | +25             | 12              |
| 2.              | USG Chemnitz        | 8               | 60:22           | +38             | 12              |
| 3.              | SV Hof              | 8               | 56:68           | −12             | 10              |
| 4.              | ETC Crimmitschau 1b | 8               | 41:49           | −8              | 6               |
| 5.              | EV Weiden 1b        | 8               | 34:77           | −43             | 0               |
| 6.              | −                   |                 |                 |                 |                 |

| Gruppe B (Ost) | Gruppe B (Ost)          | Gruppe B (Ost) | Gruppe B (Ost) | Gruppe B (Ost) | Gruppe B (Ost) |
| Pl.            | Verein                  | Sp             | Tore           | Diff.          | Pkte.          |
| -------------- | ----------------------- | -------------- | -------------- | -------------- | -------------- |
| 1.             | EV Fürstenfeldbruck (A) | 10             | 104:29         | +75            | 19             |
| 2.             | ESV Gebensbach          | 10             | 61:49          | +12            | 12             |
| 3.             | ESV Waldkirchen         | 10             | 58:57          | +1             | 11             |
| 4.             | EV Bruckberg            | 10             | 60:84          | −24            | 9              |
| 5.             | EV Aich                 | 10             | 69:76          | −7             | 8              |
| 6.             | SC Ergolding (N)        | 10             | 37:94          | −57            | 1              |

| Gruppe C (Süd) | Gruppe C (Süd)      | Gruppe C (Süd) | Gruppe C (Süd) | Gruppe C (Süd) | Gruppe C (Süd) |
| Pl.            | Verein              | Sp             | Tore           | Diff.          | Pkte.          |
| -------------- | ------------------- | -------------- | -------------- | -------------- | -------------- |
| 1.             | ESC Holzkirchen (A) | 10             | 61:43          | +18            | 15             |
| 2.             | EC Schwaig          | 10             | 57:37          | +20            | 14             |
| 3.             | MTV Dießen          | 10             | 65:38          | +27            | 12             |
| 4.             | EV Mittenwald       | 10             | 69:45          | +24            | 12             |
| 5.             | TSV Schliersee      | 10             | 36:56          | −20            | 5              |
| 6.             | SC Gaißach          | 10             | 25:94          | −69            | 2              |
| 7.             | −                   |                |                |                |                |
| 8.             | −                   |                |                |                |                |
| 9.             | −                   |                |                |                |                |
| 10             | −                   |                |                |                |                |

| Gruppe D (West) | Gruppe D (West)       | Gruppe D (West) | Gruppe D (West) | Gruppe D (West) | Gruppe D (West) |
| Pl.             | Verein                | Sp              | Tore            | Diff.           | Pkte.           |
| --------------- | --------------------- | --------------- | --------------- | --------------- | --------------- |
| 1.              | EA Kempten 1b (R)     | 18              | 122:87          | +35             | 26              |
| 2.              | TSV Haunstetten       | 18              | 78:59           | +19             | 24              |
| 3.              | EV Lindau (A)         | 18              | 113:80          | +33             | 22              |
| 4.              | VfL Denklingen        | 18              | 73:75           | −2              | 21              |
| 5.              | EC Senden (N)         | 18              | 114:88          | +26             | 20              |
| 6.              | ESV Buchloe (A)       | 18              | 91:80           | +11             | 20              |
| 7.              | RM Kaufbeuren (R)     | 18              | 71:94           | −23             | 13              |
| 8.              | TSV Marktoberdorf (R) | 18              | 71:101          | −30             | 13              |
| 9.              | ESV Türkheim          | 18              | 77:97           | −20             | 11              |
| 10              | TSV Oberbeuren        | 18              | 70:117          | −47             | 10              |

- (A) = Absteiger (N) = Neu in der Liga (R) = Rückzug, Playoffteilnehmer = fett gedruckt
-  Bayerischer LL-Meister und Aufsteiger  Gruppen- / Staffelsieger
-  Absteiger / Rückzieher

### Meister-Playoffs
Die Meisterschaft wurde in den Playoffs unter den Gruppensiegern ausgespielt.

#### Endplatzierungen
- Finalsieger, BLL-Meister und Aufsteiger EV Fürstenfeldbruck
- BLL-Vizemeister EA Kempten 1b
- Platz 3 ESC Holzkirchen
- Platz 4 ESV Würzburg